# Барон Мартонмер
Барон Мартонмер из Блэкпула в графстве Ланкашир — наследственный титул в системе Пэрства Соединённого Королевства. Он был создан 13 мая 1964 года для консервативного политика, сэра Роланда Робинсона (1907—1989). Он был депутатом Палаты общин от Уиднеса (1931—1935), Блэкпула (1935—1945) и Южного Блэкпула (1945—1964), а также занимал должность губернатора Бермудских островов (1964—1972).
По состоянию на 2024 год носителем титула являлся его внук, Джон Стивен Робинсон, 2-й барон Мартонмер (род. 1963), который наследовал своему деду в 1989 году. Он являлся старшим сыном достопочтенного Ричарда Энтони Гаска Робертсона (1935—1979), единственного сына 1-го барона.

## Бароны Мартонмер (1964)
- 1964—1989: Джон Роланд Робинсон, 1-й барон Мартонмер (22 февраля 1907 — 3 мая 1989), старший сын Рональда Уолкдена Робинсона (1876—1947);
  - Достопочтенный Ричард Энтони Гаск Робертсон (11 марта 1935—1979), единственный сын предыдущего;
- 1989 — настоящее время: Джон Стивен Робинсон, 2-й барон Мартонмер (род. 12 июля 1963), старший сын предыдущего;
  - Наследник титула: Достопочтенный Джеймс Иэн Робинсон (род. 26 февраля 2003), старший сын предыдущего.